# 杉山萌奈
杉山 萌奈（すぎやま もな、1993年1月2日 - ）は、NST新潟総合テレビ (NST) のアナウンサー。

## 人物
新潟県柏崎市出身。柏崎市立松浜中学校3年生の時に『わたしの主張2007柏崎・刈羽地区大会』にて「親の心と子の心」をテーマに講演発表を行い、最優秀賞を受賞したことがある。
高校を経て東海大学文学部広報メディア学科へ進学。東海大学を志望したのは中学・高校時代に柏崎を襲った二度の大地震（新潟県中越地震、新潟県中越沖地震）を経験し、テレビ報道に興味を持ったことで「メディア活動の実践活動が出来る環境で学びたい」と考えたことによる。東海大学時代には、学部製作で湘南ケーブルネットワークで放送された『東海Book Cafe』というテレビ番組にアナウンサー役として出演した経験もある。
2015年に東海大学を卒業、地元Uターン就職という形で新潟総合テレビにアナウンサーとして入社。同社入社後はニュース番組のリポーター・キャスターを始め、新潟総合テレビの競馬中継『NSTみんなのKEIBA』など数々の番組に出演。また2017年5月7日、まだ無名だった当時の俳優・吉沢亮が日本中央競馬会（JRA）新潟競馬場において開催された新潟大賞典の表彰式プレゼンターに招かれた際には、吉沢のトークショーの司会を杉山が務めている。
2017年度から3年間、夕方枠ローカルニュースのキャスターを担当、2020年4月からは土曜午前の情報番組『八千代コースター』司会に起用された。

## 担当番組

### 現在の担当番組
- 潟ちゅーぶ - レギュラー（2021年4月3日 - 2024年10月5日）

番組冒頭で産休のため降板する事が公表された。

### 過去の担当番組
- NSTみんなのニュース（2017年4月 - 2018年3月）
- NSTプライムニュース（2018年4月 - 2019年3月）
- NST Live News it!（2019年4月 - 2020年3月）
- NSTみんなのKEIBA
- 八千代コースター - 司会（2020年4月4日 - 2021年3月27日）